# Il dottor Miracolo
Il dottor Miracolo (Murders in the Rue Morgue) è un film horror del 1932, prodotto dalla Universal Pictures, liberamente tratto dal racconto di Edgar Allan Poe I delitti della Rue Morgue (1841).

## Trama
Al solo scopo di dimostrare al mondo la teoria dell'evoluzione, il dottor Miracolo non si crea scrupoli a procurarsi delle vittime al fine di incrociare il sangue di queste con quello di un gorilla che egli esibisce come fenomeno da baraccone. Ma il primate si ribella e fugge con la bella Camille per i tetti di Parigi. Non sfuggono le contaminazioni con Il gabinetto del dottor Caligari.

## Produzione

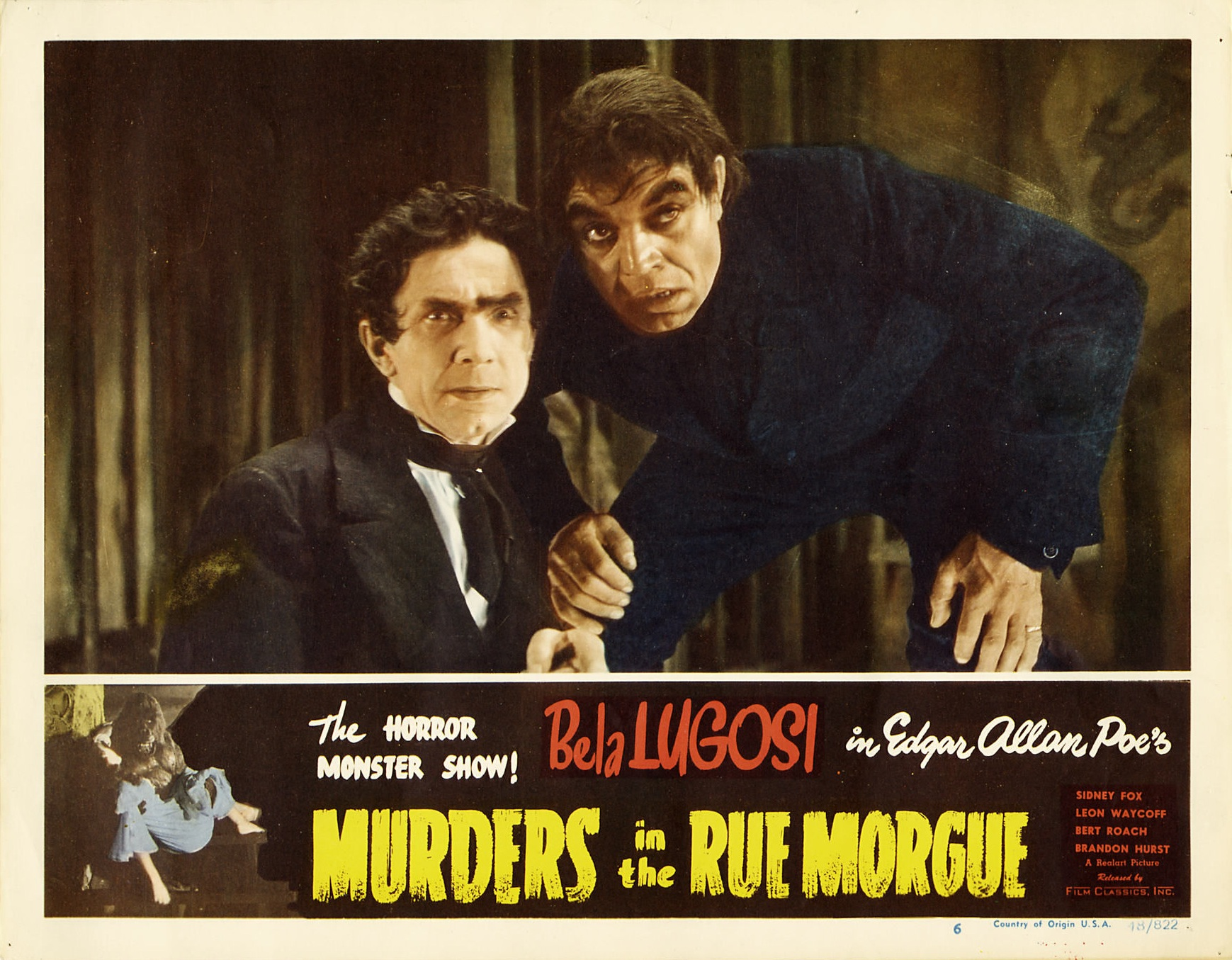
Locandina del film colorata artificialmente

Il film fu prodotto dall'Universal Pictures. Le riprese de Il dottor Miracolo si svolsero nell'arco di un mese circa, dal 19 ottobre 1931 al 13 novembre 1931 come documentato dal New York Times. Tuttavia, per competere con il successo di Frankenstein (1931), lo studio chiese di aggiungere qualche scena aggiuntiva e quindi si effettuarono ulteriori riprese dal 10 al 19 dicembre 1931. Il budget stanziato fu di circa 190,000 dollari.
Prima dell'inizio della produzione del film, il regista Robert Florey, e il protagonista Bela Lugosi, erano stati contattati per il progetto del trattamento cinematografico del romanzo Frankenstein di Mary Shelley. Tuttavia, con l'arrivo del giovane regista James Whale, Florey venne rimosso dal progetto. Come compensazione, al regista venne affidato Il dottor Miracolo, con Bela Lugosi, che avrebbe dovuto interpretare il mostro nella riduzione di Frankenstein prima dell'arrivo di Boris Karloff.
Florey avrebbe voluto ambientare la storia nella Parigi del 1840 per restare fedele al racconto di Poe il più possibile. Tuttavia, la produzione chiese al regista di "modernizzare la storia". In risposta, Florey fece preparare due adattamenti della trama. Alla fine, ci fu un compromesso, con l'ambientazione ottocentesca voluta da Florey e qualche cambiamento ai personaggi originali per rendere la storia più moderna come richiesto dalla Universal.

## Distribuzione
Distribuito dall'Universal Pictures, il film uscì nelle sale statunitensi il 21 febbraio 1932.

## Altri film ispirati al medesimo racconto di Poe
- Il mostro della via Morgue (Phantom of the Rue Morgue, 1954)
- I terrificanti delitti degli assassini della via Morgue (Murders in the Rue Morgue, 1971)
- I delitti della Rue Morgue (The Murders in the Rue Morgue, 1986) - Film TV